# První exilová vláda Jana Šrámka
Londýnská první exilová vláda Jana Šrámka existovala od 21. července 1940 do 12. listopadu 1942.

## Seznam členů vlády
| Portfej                                                                   | Ministr                   | Člen strany | Člen strany | Nástup do úřadu   | Odchod z úřadu     |
| ------------------------------------------------------------------------- | ------------------------- | ----------- | ----------- | ----------------- | ------------------ |
| Předseda vlády                                                            | Jan Šrámek                |             | ČSL         | 21. července 1940 | 12. listopadu 1942 |
| Ministr zahraničí                                                         | Jan Masaryk               |             | nezávislý   | 21. července 1940 | 12. listopadu 1942 |
| Ministr vnitra                                                            | Juraj Slávik              |             | RSZML       | 21. července 1940 | 12. listopadu 1942 |
| Ministr financí                                                           | Eduard Outrata            |             | nezávislý   | 21. července 1940 | 27. října 1941     |
| Ministr financí                                                           | Ladislav Karel Feierabend |             | RSZML       | 27. října 1941    | 12. listopadu 1942 |
| Ministr národní obrany                                                    | Sergěj Ingr               |             | nezávislý   | 21. července 1940 | 12. listopadu 1942 |
| Ministr pro hospodářskou obnovu                                           | Jaromír Nečas             |             | ČSSD        | 27. října 1941    | 12. listopadu 1942 |
| Ministr sociální péče                                                     | František Němec           |             | ČSSD        | 21. července 1940 | 12. listopadu 1942 |
| Státní ministr pověřený vedením Nejvyššího účetního kontrolního úřadu     | Ján Bečko                 |             | ČSSD        | 21. července 1940 | 12. listopadu 1942 |
| Státní ministr pověřený agendou Ministerstva obchodu, průmyslu a živností | Eduard Outrata            |             | nezávislý   | 21. července 1940 | 27. října 1941     |
| Státní ministr pověřený agendou Ministerstva spravedlnosti                | Jaroslav Stránský         |             | ČSNS        | 27. října 1941    | 12. listopadu 1942 |
| Státní ministr                                                            | Jaromír Nečas             |             | ČSSD        | 21. července 1940 | 27. října 1941     |
| Státní ministr                                                            | Ladislav Karel Feierabend |             | RSZML       | 21. července 1940 | 27. října 1941     |
| Státní ministr                                                            | Štefan Osuský             |             | nezávislý   | 21. července 1940 | 31. března 1942    |
| Státní ministr                                                            | Hubert Ripka              |             | ČSNS        | 27. října 1941    | 12. listopadu 1942 |
| Státní ministr                                                            | Rudolf Viest              |             | nezávislý   | 27. října 1941    | 12. listopadu 1942 |
| Státní ministr                                                            | Ján Lichner               |             | RSZML       | 27. října 1941    | 12. listopadu 1942 |